# Campionati europei di ginnastica artistica femminile 2016
I XXXI Campionati europei di ginnastica artistica femminile sono stati la 31ª edizione dei Campionati europei di ginnastica artistica, riservata alla categoria femminile.
Si sono svolti dal 1° al 5 giugno 2016 alla PostFinance-Arena di Berna, in Svizzera.

## Programma
| Giorno    | Ora (UTC+1)   | Evento                             |
| --------- | ------------- | ---------------------------------- |
| 1º giugno | 10:00 - 20:20 | Qualificazioni junior              |
| 2 giugno  | 10:00 - 19:20 | Qualificazioni senior              |
| 3 giugno  | 19:00 - 20:50 | Concorso individuale junior        |
| 4 giugno  | 17:00 - 18:50 | Concorso a squadre senior          |
| 5 giugno  | 11:00 - 17:40 | Finali ad attrezzo junior e senior |

## Medagliere
| Pos.   | Paese         | Oro | Argento | Bronzo | Totale |
| ------ | ------------- | --- | ------- | ------ | ------ |
| 1      | Russia        | 6   | 2       | 4      | 12     |
| 2      | Svizzera      | 2   | 1       | 0      | 3      |
| 3      | Gran Bretagna | 1   | 6       | 0      | 7      |
| 4      | Romania       | 1   | 1       | 3      | 5      |
| 5      | Italia        | 1   | 1       | 1      | 3      |
| 6      | Francia       | 0   | 1       | 2      | 3      |
| Totale | Totale        | 11  | 12      | 10     | 33     |

## Podi

### Senior
| Evento                            | Oro                                                                                              | Punti   | Argento                                                                                  | Punti   | Bronzo                                                                     | Punti   |
| Concorso a squadre (dettagli)     | Russia Ksenija Afanas'eva Angelina Mel'nikova Alija Mustafina Seda Tutchaljan Dar'ja Spiridonova | 175.212 | Gran Bretagna Rebecca Downie Elissa Downie Claudia Fragapane Ruby Harrold Gabrielle Jupp | 170.312 | Francia Marine Boyer Marine Brevet Loan His Oréane Lechenault Alison Lepin | 168.496 |
| Volteggio (dettagli)              | Giulia Steingruber                                                                               | 14.983  | Elissa Downie                                                                            | 14.933  | Ksenija Afanas'eva                                                         | 14.699  |
| Parallele asimmetriche (dettagli) | Rebecca Downie                                                                                   | 15.500  | Dar'ja Spiridonova                                                                       | 15.466  | Alija Mustafina                                                            | 15.100  |
| Trave (dettagli)                  | Alija Mustafina                                                                                  | 15.100  | Marine Boyer                                                                             | 14.600  | Cătălina Ponor                                                             | 14.266  |
| Corpo libero (dettagli)           | Giulia Steingruber                                                                               | 15.200  | Elissa Downie                                                                            | 14.566  | Cătălina Ponor                                                             | 14.466  |

### Junior
| Evento                            | Oro                                                                                            | Punti   | Argento                                                                            | Punti   | Bronzo                                                                           | Punti   |
| Concorso a squadre (dettagli)     | Russia Elena Eremina Anastasija Iliankova Uliana Perebinosova Angelina Simakova Varvara Zubova | 168.179 | Gran Bretagna Taeja James Alice Kinsella Maisie Methuen Megan Parker Lucy Stanhope | 163.912 | Romania Alisia Botnaru Olivia Cimpian Ioana Crisan Carmen Ghiciuc Denisa Golgota | 163.678 |
| Concorso individuale (dettagli)   | Elena Eremina                                                                                  | 54.550  | Lynn Genhart                                                                       | 54.365  | Martina Basile                                                                   | 54.266  |
| Volteggio (dettagli)              | Martina Maggio                                                                                 | 14.499  | Martina Basile Denisa Golgotă                                                      | 14.233  | --                                                                               |         |
| Parallele asimmetriche (dettagli) | Anastasija Il'jankova                                                                          | 14.766  | Ul'jana Perebinosova                                                               | 14.366  | Lorette Charpy                                                                   | 14.300  |
| Trave (dettagli)                  | Anastasija Il'jankova                                                                          | 14.400  | Alice Kinsella                                                                     | 14.166  | Elena Eremina                                                                    | 13.841  |
| Corpo libero (dettagli)           | Denisa Golgotă                                                                                 | 13.933  | Alice Kinsella                                                                     | 13.866  | Ul'jana Perebinosova                                                             | 13.800  |